# Trinidad (Boliwia)

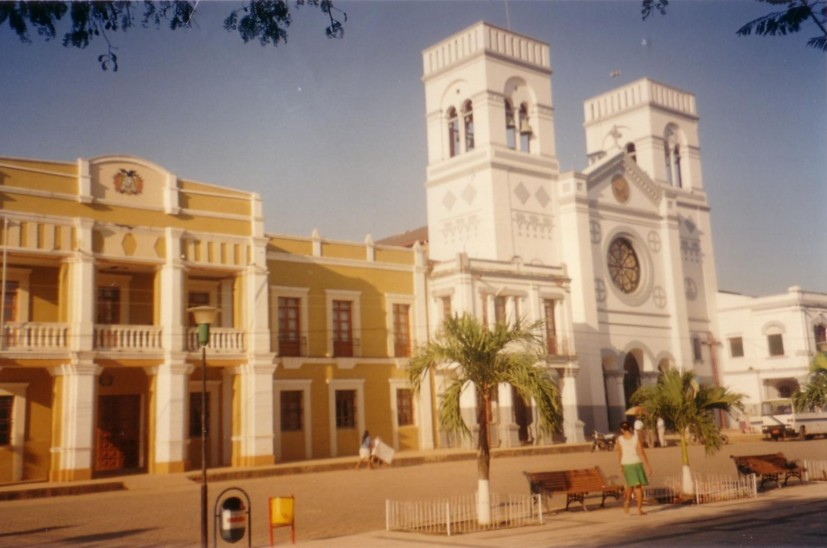
Plac w Trinidadzie

Trinidad (oficjalna nazwa La Santísima Trinidad - co znaczy Najświętsza Trójca) – miasto w Boliwii, stolica departamentu Beni. W roku 2012 miasto liczyło 106 596 mieszkańców.
Trinidad założył w roku 1686 Padre Cipriano Barace. Początkowo miasto leżało około 14 km od obecnej lokalizacji. Leżące początkowo nad rzeką Mamoré miasto musiano przenieść z powodu powodzi i epidemii, które miały miejsce w 1769 roku.